# 듀엣 (2012년 영화)
"듀엣"(Duet)은 2012년에 개봉한 대한민국의 영화이다. 이상빈이 감독했고 고아성 등이 주연으로 출연하였으며 오민호 등이 제작에 참여하였다.

## 캐스팅

### 주연
- 고아성 : 낸시 역
- 제임스 페이지 : 주드 역

### 조연
- 폴 크리스탈로스 : 윌 역
- 레이첼 노팅엄 : 에이미 역
- 제드 니콜슨 : 버스기사 역
- 제임스 델리 : 리버풀 b&b 역
- 장윤정 : 리버풀 b&b 역
- 최두원 : 낸시 남자친구 역
- 제임스 오코너 : 에딘버러 b&b  역
- 앤 오코너 : 에딘버러 b&b 역
- 로베르토 실바니 : 에딘버러 피자집주인 역
- 브노아 디 파스칼 : 에딘버러 펍 주인 역
- 루이스 코난 : 에딘버러 거리연주자 역
- 매튜 힐 : 엔지니어 역
- 로시 밀렌코바 : 뉴욕 연인 역

## 스태프
- 프로듀서: 유나리
- 프로듀서: 우수인
- 제작부장: 류국영
- 제작부: 최두원
- 제작부: 브노아 디 파스칼
- 제작지원: 이상진
- 제작지원: 이정화
- 촬영부: 정진용
- 조명: 김진용
- 스크립터: 이현구
- 동시녹음: 최재영
- 음향: 김영호
- 붐오퍼레이터: 윤정후
- 노래: 요조
- 노래: 태히언
- 노래: 임주연
- 노래: 루빈
- 노래: 김영수
- 노래: 고아성
- 미술: 라현경
- CG: 서상화
- 분장: 장윤정
- 현장편집: 이현구
- 현장스틸: 박지만
- 로케이션매니저: 에마 존스
- 케이터링: 김미혜
- 운송: 제드 니콜슨
- 캐스팅디렉터: 제드 니콜슨
- 카메라B: 원순애
- 기타지도: 조태준
- 영어지도: 제시 데이
- 시각효과부문: 박상민
- 디지털처리: 장영근
- 디지털처리부문: 우진오
- 디지털처리부문: 송보혜
- 음향부문: 김규만
- 음향부문: 오남훈
- 음향부문: 장찬우
- 음향부문: 김재경
- 시나리오번역: 조성기
- 시나리오번역: 프레드 스틸
- 시나리오번역: 아티커스 이블
- 시나리오번역: 팀 클락
- 시나리오번역: 이상빈
- 레코딩엔지니어: 허동혁
- 레코딩엔지니어: 오혜석
- 매니저부문: 김양희